# Planetella coloradensis
Planetella coloradensis är en tvåvingeart som beskrevs av Cockerell 1908. Planetella coloradensis ingår i släktet Planetella och familjen gallmyggor.
Artens utbredningsområde är Colorado. Inga underarter finns listade i Catalogue of Life.